# Coltello Insanguinato
Coltello Insanguinato (in lingua inglese Bloody Knife, in lingua lakota Tȟamila Wewe e in lingua arikara NeesiRAhpát) (1840 circa – Little Bighorn, 25 giugno 1876) è stato un nativo americano che prestò servizio di guida per l'esercito degli Stati Uniti d'America.

## Biografia
Nato intorno al 1840, in un villaggio dell'allora Territorio del Dakota da padre hunkpapa e da madre arikara, da ragazzo visse con il popolo della madre e per questo motivo fu sempre pesantemente discriminato dai Sioux.
Iniziò a lavorare giovanissimo trasportando la posta prima per l’American Fur Company, poi svolse il compito rischioso di trasportare la posta militare da Fort Totten in Nord Dakota agli altri forti posti lungo il corso del Missouri.
Nel 1866 il presidente Andrew Johnson firmò l’Indian Scout Enlistment Act con cui si istituiva un corpo di guide indiane e ciò diede la possibilità a molti nativi di entrare nei ranghi dell'esercito come esploratori. Due anni dopo, anche Coltello Insanguinato entrò a far parte, come soldato scelto, delle guide indiane di stanza a Fort Stevenson, nell’attuale Nord Dakota.
Dopo il 1872 svolse il compito di guida per i soldati del 22º Reggimento di Fanteria. Nel 1873 fu scout nella spedizione condotta da David S. Stanley nella regione dello Yellowstone, che ancora non era stata mappata, e si fece apprezzare da George Armstrong Custer per le sue eccellenti capacità di esploratore.
Divenne in questo modo uno degli scout preferiti di Custer e, in quello stesso anno, partecipò ad uno scontro contro i Lakota che avevano portato un assalto contro il 7º Reggimento di cavalleria.

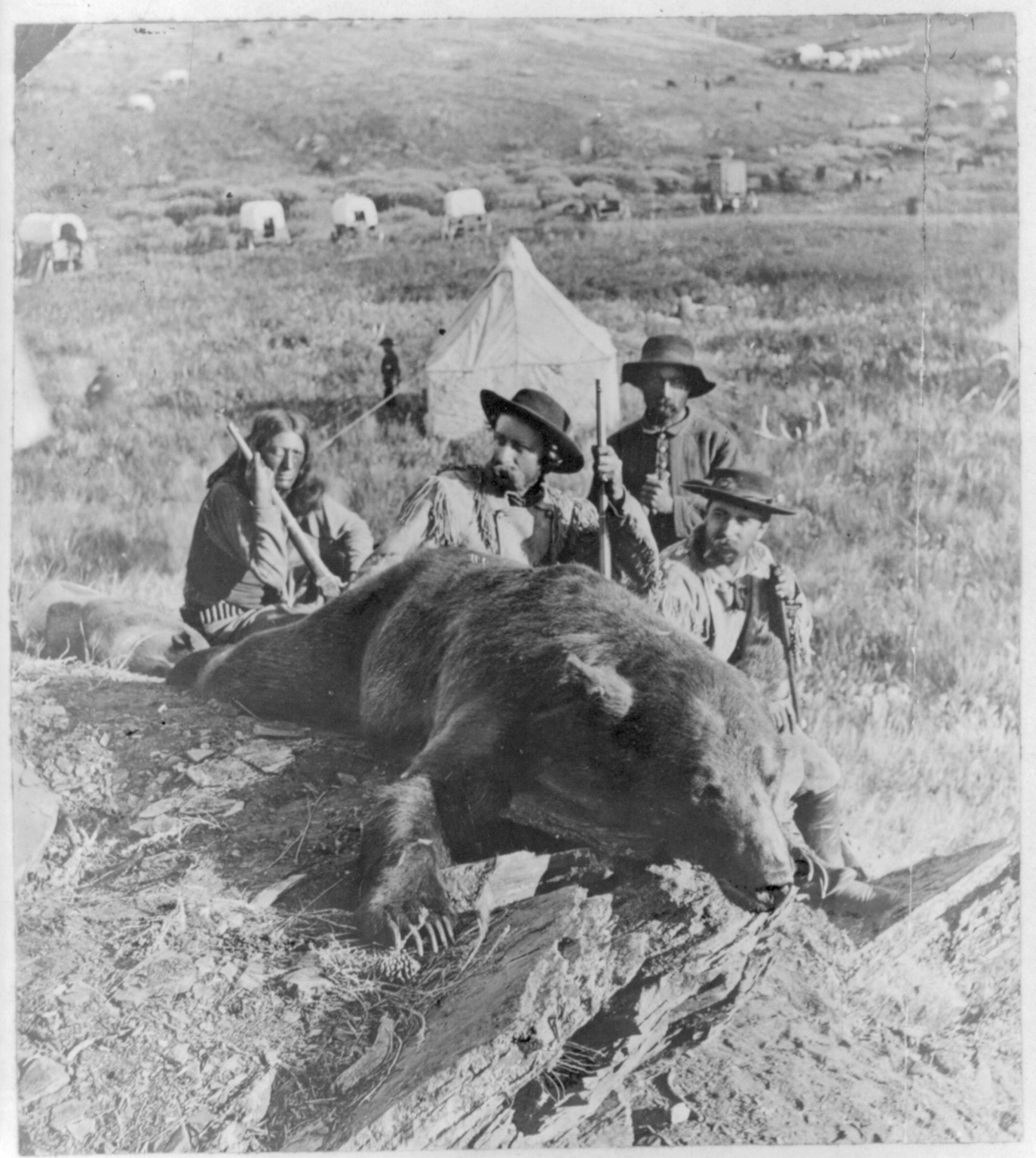
Coltello Insanguinato, George Armstrong Custer e il capitano William Ludlow con l'enorme orso abbattuto durante la spedizione nelle Black Hills (1874), nell'attuale Sud Dakota.

L’anno successivo, insieme a Charley Reynolds, fu alla testa del gruppo di scout nella spedizione che Custer fece nelle Black Hills, in pieno territorio Sioux, alla ricerca dell’oro che si riteneva ci fosse in quelle colline. Durante la spedizione Coltello Insanguinato rischiò di perdere la vita quando Custer, infuriato per un suo errore, gli sparò contro alcuni colpi di pistola mancandolo per puro caso.
Il 13 marzo 1876, insieme ad altri scouts arikara e crow, fu nuovamente guida di Custer nella fatale spedizione contro gli indiani 'ostili' che si erano rifiutati di lasciare il territorio delle Black Hills. Il 25 giugno gli scouts dalla sommità del Crow's Nest (Nido del corvo) videro un immenso campo indiano nella valle del fiume Little Bighorn. Coltello Insanguinato cercò di dissuadere Custer dall'attaccare subito il campo e di aspettare che arrivasse il colonnello John Gibbon con la fanteria. Custer non gli diede ascolto, fiducioso che il suo reggimento avrebbe potuto far piazza pulita degli indiani in un solo giorno di combattimento. Assegnato al battaglione del maggiore Marcus Reno, nel corso della battaglia Coltello Insanguinato venne colpito da un proiettile alla testa. Il sangue e parte della materia cerebrale finirono sul volto di Reno che, sconvolto, perse completamente la testa il che provocò la ritirata precipitosa e disordinata del suo contingente verso le alture circostanti. Nei giorni successivi il corpo decapitato di Coltello Insanguinato fu recuperato sul campo di battaglia dagli uomini di Gibbon e lì stesso sepolto. Lo scalpo fu invece trovato issato su un palo nel luogo dove c'era stato l'accampamento indiano e consegnato, poi, al padre. Oggi i resti ricomposti di Coltello Insanguinato riposano nell'Indian Scout Cemetery nei pressi di White Shield, Nord Dakota.